# Benjamin Huger (1805-1877)
Benjamin Huger (né le 22 novembre 1805 et mort le 7 décembre 1877) est un officier d'ordonnance de l'armée des États-Unis qui a combattu avec distinction lors de la guerre américano-mexicaine. Il sert aussi en tant qu'officier général confédéré lors de la guerre de Sécession, remarqué pour ses performances controversées alors qu'il avait la responsabilité de Norfolk, Virginie, et pendant la campagne de la Péninsule de 1862. Relevé du service sur le terrain, il occupe pour la plupart du reste du conflit des postes d'état-major dans le département du Trans-Mississippi, où il agit avec compétence. Après la guerre, Huger s'installe en tant que fermier en Caroline du Nord et plus tard en Virginie.

## Avant la guerre
Huger naît en 1805 à Charleston, Caroline du Sud. On prononce son nom /juːˈʒeɪ/, bien que maintenant beaucoup d'habitants de Charleston disent /ˈjuːdʒiː/. Il est le fils de Francis Kinloch Huger (en) et de sa femme Harriet Lucas Pinckney, faisant de lui le petit-fils du major général Thomas Pinckney. Son grand-père paternel, aussi appelé Benjamin Huger, est un patriote de la guerre d'Indépendance des États-Unis, tué à Charleston pendant l'occupation britannique.
En 1821, Huger entre à l'académie militaire de West Point et est diplômé quatre ans plus tard, sortant huitième sur une promotion de 37 cadets. Le 1er juillet 1825, il est breveté second lieutenant, puis promu second lieutenant dans le 3rd U.S. Artillery à la même date. Il sert en tant qu'ingénieur topographe jusqu’en 1828, où il prend un congé sabbatique pour visiter l'Europe entre 1828 et 1830. Ensuite, il est dans le service de recrutement, après quoi, il est affecté dans la garnison du fort Trumbull à New London, Connecticut. De 1832 à 1839, Huger commande l'arsenal de la forteresse Monroe situé à Hampton, Virginie.
Le 7 février 1831, Huger se marie avec sa cousine Elizabeth Celestine Pinckney. Ils auront cinq enfants ensemble ; Benjamin, Eustis, Francis, Thomas Pinckney et Celestine Pinckney. L'un se ses fils, Francis (Franck) Kinloch Huger, entrera aussi à West Point et sera diplômé en 1860. Frank Huger (en) servira aussi dans les forces confédérées pendant la guerre de Sécession, accédant au grade de lieutenant colonel et commandant un bataillon d'artillerie de campagne à la fin du conflit. Le 30 mai 1832, Huger est transféré au département de l'ordonnance de l'armée avec le grade de capitaine ; il restera dans cette branche pour le reste de sa carrière dans l'armée des États-Unis. De 1839 à 1846, il sert en tant que membre du conseil de l'ordonnance de l'armée des États-Unis, et de 1840 à 1841, il est en service actif en Europe. Huger commande de nouveau l'arsenal du fort Monroe de 1841 à 1846, jusqu'au début des hostilités avec le Mexique.

### Guerre américano-mexicaine

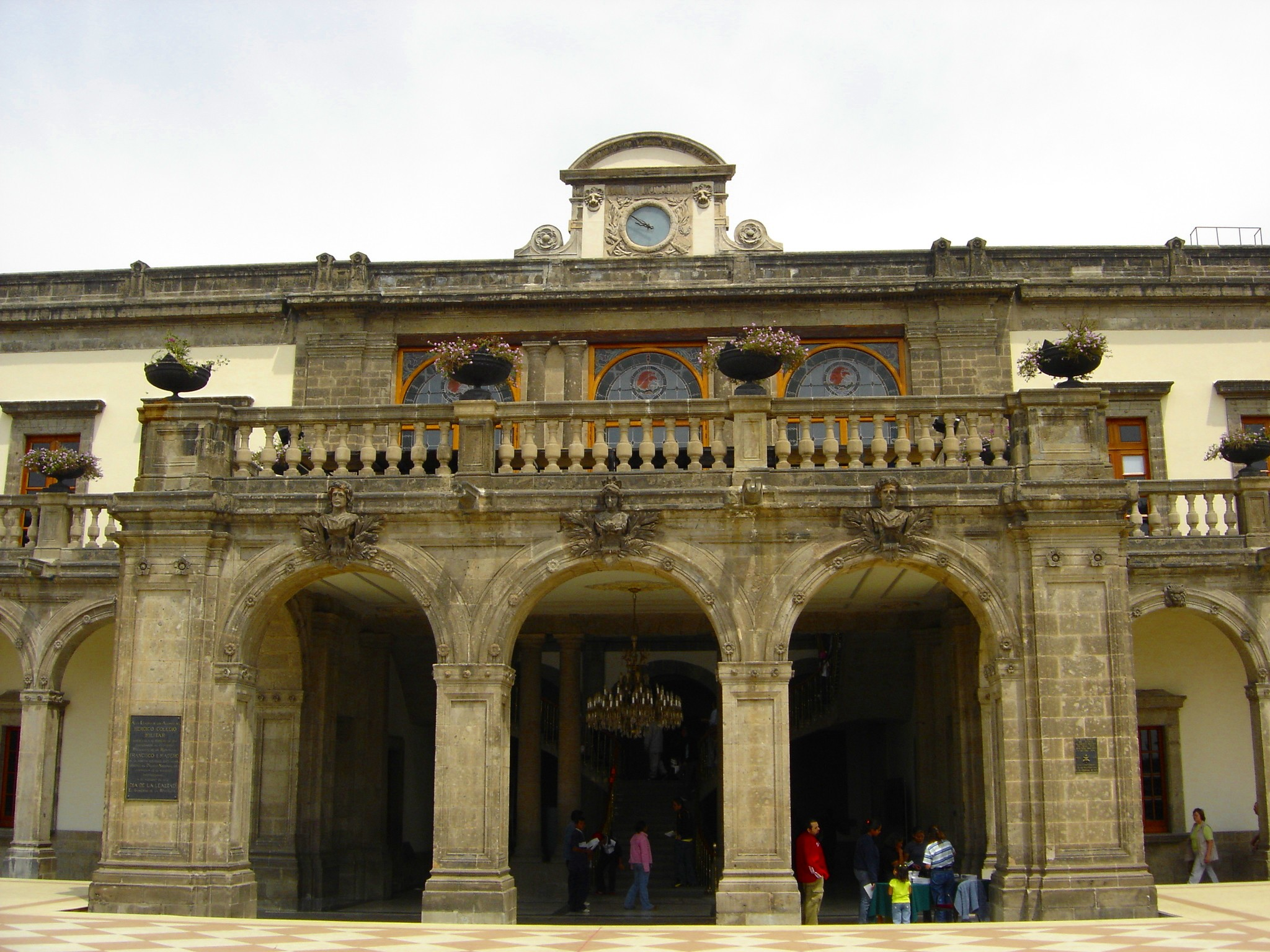
Vue occidentale de Chapultepec en 2006 Huger était dans les forces qui prennent le château en septembre 1847.

Huger combat remarquablement en 1846-48 pendant la guerre américano-mexicaine, servant en tant que chef de l'ordonnance de l'état-major du major général Winfield Scott pendant le conflit. Huger dirige le train de siège pendant le siège de Veracruz, du 9 mars 1847 au 29 mars 1847. Il est breveté commandant pour ses performances à Veracruz le 29 mars 1847, et lieutenant colonel lors de la bataille de Molino del Rey le 8 septembre 1847. Huger est breveté colonel cinq jours plus tard pour « bravoure et conduite méritoire » pendant la prise de Chapultepec.
De retour du Mexique, Huger est nommé au conseil qui crée un système d'instruction des principes d'artillerie dans l'armée des États-Unis. De 1848 à 1851, il commande une nouvelle fois l'arsenal de fort Monroe, et ensuite celui d'Harpers Ferry jusqu'en 1854. En 1852, son État natal lui donne une épée, en reconnaissance d'un service long et distingué en Caroline du Sud. De 1854 à 1860, il commande l'arsenal situé à Pikesville dans le comté de Baltimore, Maryland, période au cours de laquelle il est promu commandant le 15 février 1855. Huger est ensuite envoyé en 1856 en tant qu'observateur étranger officiel suivre la guerre de Crimée. Au début de 1860, Huger commande l'arsenal de Charleston, tenant cette fonction jusqu'à ce qu'il démissionne au printemps de 1861.

## Guerre de Sécession
Malgré la sécession de son État natal en décembre 1860, Huger reste dans l'armée des États-Unis jusqu'à la bataille de fort Sumter, démissionnant effectivement le 22 avril 1861. Juste avant la bataille, Huger part pour le fort et discute avec son commandant le commandant Robert Anderson, pour déterminer où il doit se tenir. Bien qu'Anderson soit natif des États du Sud, il a déjà choisi de suivre la cause de l'Union, et Huger le quitte lorsque « leur discussion aboutit à rien ».
Huger est nommé lieutenant colonel d'infanterie dans l'armée des États confédérés le 16 mars 1861, et commande brièvement les forces dans et autour de Norfolk, Virginie. Le 22 mai 1861, il est nommé brigadier général dans la milice de l'État, et le jour suivant, prend le commandement du département de Norfolk, avec des responsabilités défensives pur la Caroline du Nord et le Sud de la Virginie, et dont les quartiers généraux sont situés à Norfolk. Plus tard en juin 1861, il est aussi nommé brigadier général. dans l'armée provisoire de Virginie, néanmoins Huger entre dans les forces volontaires confédérées le 17 juin 1861 en tant que brigadier général. Plus tard, le 7 octobre 1861, il est promu major général major général,.

### Roanoke Island et la chute de Norfolk
Au début de 1862, les forces de l'armée et de la marine de l'Union approchent des côtes de la Caroline du Nord et de la Virginie et de la région dont Huger a la responsabilité. À Roanoke Island, son subordonné, le brigadier général Henry A. Wise, demande à Huger du ravitaillement divers, des munitions, de l'artillerie de campagne, et plus important pour lui encore des hommes supplémentaires, craignant grandement une attaque sur ses défenses non terminées. La réponse de Huger à Wise lui demande d'avoir confiance dans le « travail acharné et le sang-froid des troupes que vous avez, plutôt que davantage d'hommes ». Finalement, le président confédéré Jefferson Davis ordonne à Huger d'envoyer des secours dans la région de Roanoke Island, mais cela s'avère trop tard. Les 7 et 8 février 1862, le commandant de la flotte (en) Louis M. Goldsborough (en) et des canonnières débarquent l'infanterie du brigadier général Ambrose E. Burnside, débutant la bataille de Roanoke Island. Huger, avec environ 13 000 hommes, échoue à renforcer les commandants locaux, un Wise souffrant et le colonel H. M. Shaw ; Burnside élimine rapidement la résistance confédérée et la force à se rendre.
Quand les nouvelles de la chute de Roanoke Island atteignent la population de Norfolk, elle panique rapidement, la propageant jusqu'à Richmond. L'historien militaire Shelby Foote pense que cette perte «... fait perdre toute la confiance que les citoyens avaient en Huger, qui est responsable de leur défense ». Le 27 février 1862, le président Davis proclame la loi martiale à Norfolk et suspend le droit d'habeas corpus, tentant de reprendre le contrôle de la situation, et deux jours plus tard, il fait de même à Richmond.

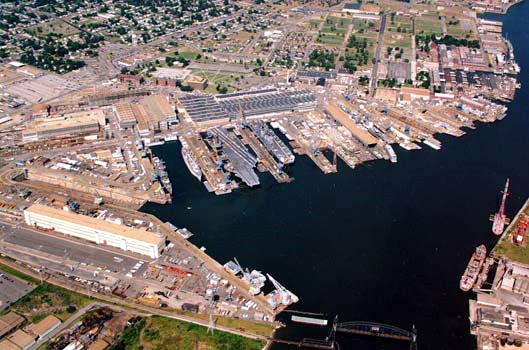
Le chantier naval de Norfolk de nos jours, connu comme le Gosport Yards au début de la guerre de Sécession ; Huger est responsable de sa protection en 1862.

En raison de la combinaison de l'action navale à Elizabeth City le 10 février 1862, la bataille de New Bern le 14 mars 1862, la bataille de South Mills le 19 avril 1862 et des autres débarquement de l'Union pendant la campagne péninsulaire, les autorités confédérées décident que Huger ne peut tenir Norfolk. Le 27 avril 1862, le général Joseph E. Johnston lui donne ordre d'abandonner la région, de sauver des chantiers navals de Gosport tout l'équipement qu'il peut, et de rejoindre l'armée principale. Le 1er mai 1862, Huger commence à évacuer ses hommes et ordonne l'incendie des chantiers navals de Norfolk et de Porthmouth qui se trouve à proximité. Dix jours plus tard, les forces de l'Union occupent les chantiers navals de Gosport. L'historien militaire Webb Garrison, Jr. pense qu'Huger n'a pas quitté la région convenablement, statuant : « ... l'évacuation de Norfolk a été menée maladroitement par le général confédéré Benjamin Huger - trop de choses étant laissées intactes ». En plus, vient s'ajouter la perte du célèbre ironclad CSS Virginia, sabordé par son équipage puisqu'il ne pouvait pas rester sur le fleuve James, passer les forces navales de l'Union à son embouchure, ni survivre en pleine mer s'il le devait. L'union contrôlera les installations de Norfolk pour le reste de la guerre, et le congrès confédéré commence rapidement à enquêter la part de responsabilité de Huger dans la défaite de Roanoke Island. Il mène ses hommes à Petersburg, où il reste jusqu'à ce que Johnston l'appelle à la fin mai.

### Campagne de la Péninsule
Le président confédéré Jefferson Davis affecte Huger à un commandement divisionnaire sous les ordres du général Johnston dans l'armée de Virginie du Nord. Son commandement se retire avec le corps principal alors que Johnston se retire vers Richmond, et ensuite participe à la bataille de Seven Pines les 31 mai 1862 et 1er juin 1862.

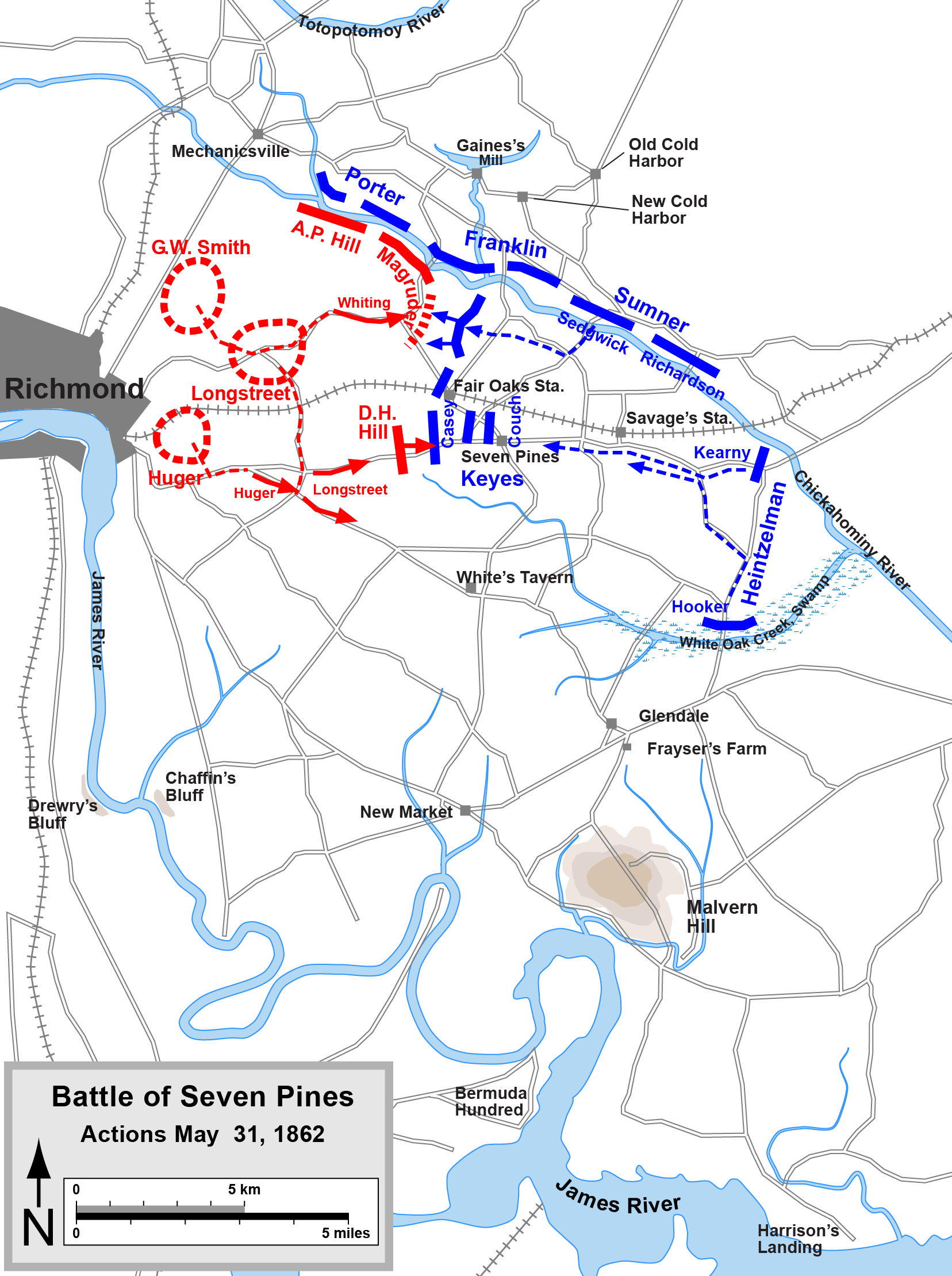
Bataille de Seven Pines (1862).

Selon le plan de bataille de Johnston, les trois brigades de Huger sont placées sous le commandement du major général James Longstreet en soutien, mais Huger n'en est jamais notifié. Le 1er juin 1862, alors qu'il déplace ses hommes vers les combats, leur progression est bloquée part les colonnes de Longstreet - qui ont pris une mauvaise route - et s'arrête. Huger trouve Longstreet, le questionne à propos du retard, et pour la première fois apprend son rôle et sa position hiérarchique. Hugern demande alors qui de lui ou de Longstreet est l'officier de rang le plus élevé et on lui répond que c'est Longstreet, ce qu'il accepte alors qu’en vérité ce ne l'est pas. Ce délai et les instructions de Longstreet de rester là et d'attendre les ordres, empêchent la division de Huger de soutenir l'avance à temps et entravent toute l'attaque confédérée. Dans son rapport officiel de la bataille de Seven Pines, Longstreet blâme injustement Huger pour le manque d'action complètement réussie, se plaignant de son retard le 31 mai 1862 mais ne précisant pas les raisons de ce retard. Dans une lettre privée à Jonhston blessé écrite le 7 juin 1862, Longstreet déclare : 

« J'attribue l'échec d'obtenir un succès complet ce samedi (31 mai) aux mouvements lents du commandement du général Huger ... Je ne peux que penser qu'un déploiement de ses forces sur le flanc gauche de l'ennemi, par le général Huger, aurait complété l'affaire... Les hommes lents ne sont  pas vraiment à leur place sur le terrain. »

Lorsqu'il apprend qu'il a été critiqué et blâmé, Huger demande à Johnston de mener une enquête ; cependant, cela lui est refusé. Il demande alors au président Davis d'ordonner une cour martiale, mais, bien qu'elle soit approuvée, elle ne se tiendra jamais. Écrivant après la guerre, Edward Porter Alexander déclare : « En vérité, c'est presque tragique la façon dont il est devenu de bouc-émissaire à cette occasion ».

### Les sept jours
Huger participe à plusieurs batailles des sept jours avec l'armée de Virginie du Nord, maintenant sous le commandement du général Robert E. Lee, qui remplace Johnston blessé le 1er juin 1862. Lee planifie une offensive à la fin juin contre un corps d'armée de l'Union isolé du reste de son armée, laissant moins de 30 000 hommes dans les tranchées de Richmond pour défendre la capitale confédérée. Cette force comprend les divisions des majors généraux John B. Magruder, Theophilus H. Holmes et Huger. Pendant la bataille de Oak Grove le 25 juin 1862, sa portion de ligne est attaquée par deux divisions du III corps de l'Union commandés par les brigadiers généraux Joseph Hooker et Philip Kearny. Lorsqu'une partie de l'assaut hésite dans du terrain difficile, Huger tire avantage de la ligne de l'Union ahurie et désorganisée et contre-attaque avec la brigade du brigadier général Ambrose R. Wright. Après avoir repoussé la charge, une autre force de l'Union attaque Huger mais est aussi arrêtée sur le fil. La bataille de Oak Grove coûte à Huger 541 hommes tués et blessés, alors qu'il inflige 626 pertes à l'armée de l'Union.

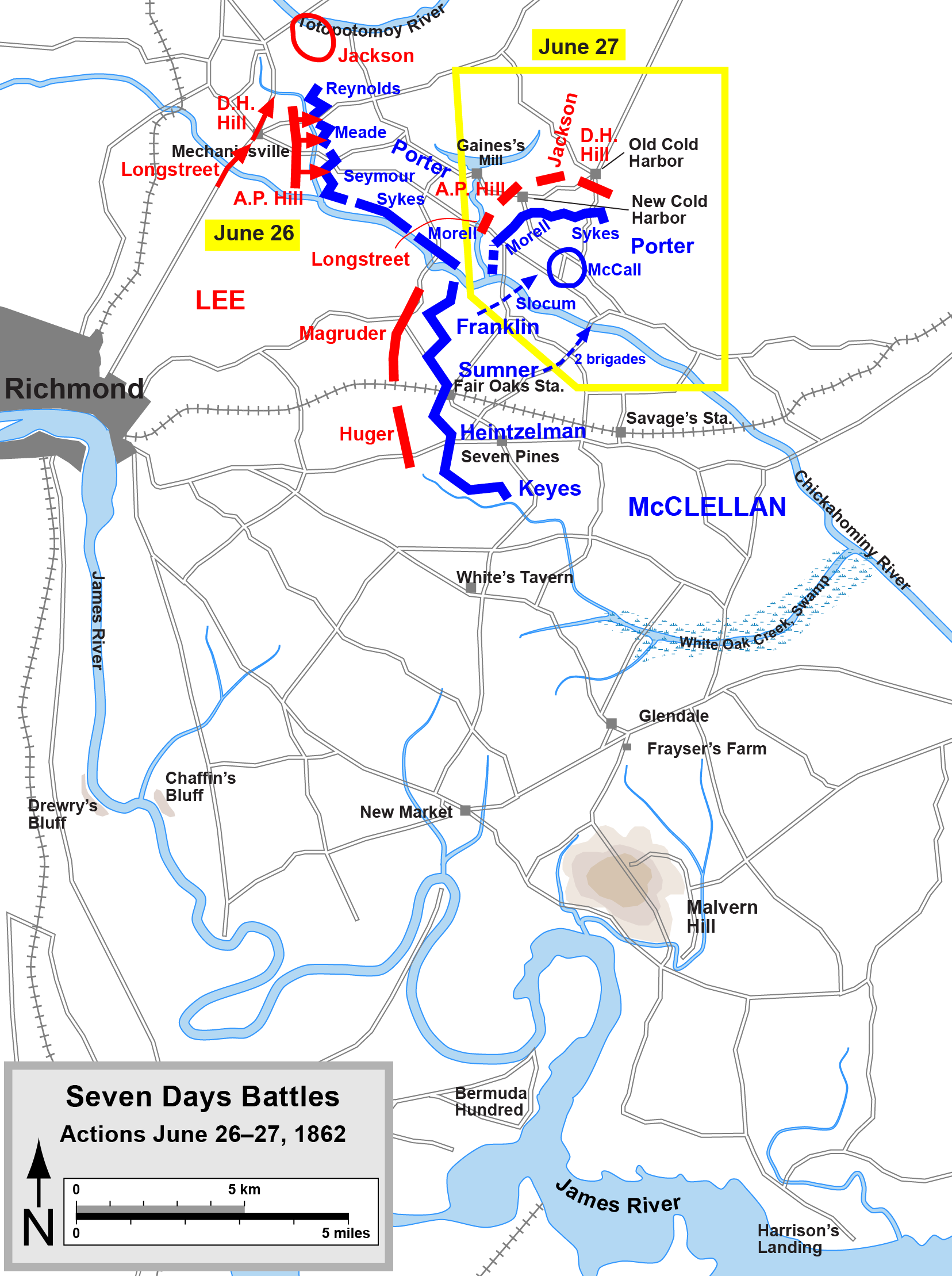
Bataille des sept jours, actions des 26-27 juin 1862.

Lee continue d'ordonner à son armée de poursuivre et détruire les forces de l'Union. À la suite de l'action à Oak Grove, il dégarnit la plupart des défenses de Richmond et les met dans la poursuite, y compris la division de Huger. Le 29 juin 1862, Magruder pense que sa position est attaquée par une force le submergeant et demande des renforts. Lee envoie deux brigades de la division de Huger en réponse avec instruction d'être revenus à 14 heures si Magruder n'est pas attaqué avant. L'heure déterminée arrive et est dépassée, les hommes de Huger sont renvoyés, en plus tard dans la journée Magruder « timidement » combat lors de la bataille de Savage's Station seul. Même sans ces deux brigades, Huger est en retard pour atteindre la position qui lui avait été assignée le 29 juin 1862, menant une contre-marche inutilement et établissement le campement de son commandement sans avoir engagé l'ennemi. Le jour suivant, Huger reçoit l'ordre d'avancer sur Glendale mais est retardé par les forces de l'Union qui retraitent, qui ont coupé les arbres pour ralentir la poursuite, et aussi par le terrain qui permet facilement de monter une embuscade. Cherchant à suivre la route de Charles City vers son objectif, les hommes de Huger doivent se frayer un chemin dans les bois à coups de haches. Cela ralentit encore plus sa progression, alors que les autres commandements confédérés attendent ses canons pour tirer, ce qui est leur signal d'attaque. Huger informe Lee qu retard en indiquant simplement que sa marche a été « obstruée » sans autre explication.
Vers 14 heures, la brigade de Huger commandée par le brigadier général William Mahone se fraye un chemin d'un kilomètre six cents mètres autour des obstacles de l'Union, gagnant ce qui sera appelé la « bataille des haches » et continue d'approcher de Glendale. Là, il voit la division de 6 000 hommes du brigadier général Henry W. Slocum déployée pour lui bloquer le passage. Huger ordonne à une de ses batteries d'artillerie se tirer sur la position de l'Union à 14 heures 30 mais les canons de Slocum répondent rapidement, et Huger mène ses 9000 hommes hors de la route et dans les bois après avoir subi quelques pertes. Malgré sa supériorité numérique face à la division de l'Union, Huger ne fait aucune tentative pour atteindre Glendale. Néanmoins, ses quelques tirs d'artillerie sont interprétés par les autres confédérés comme le signal d'attaque, lançant la bataille de Glendale, bien que Huger et ses forces ne pendront pas part au combat et camperont.

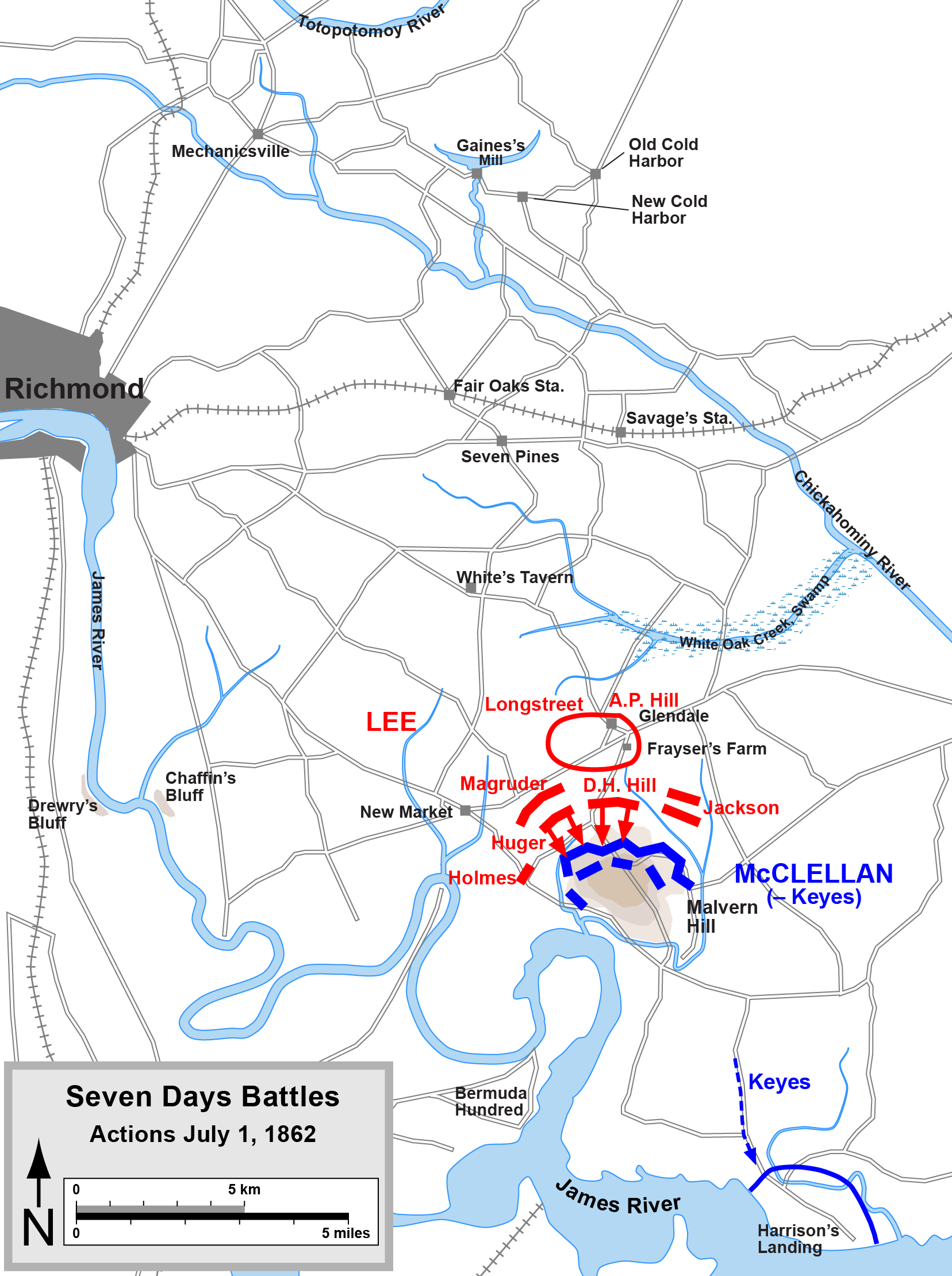
Bataille de Malvern Hill, 1 juillet 1862 ; dernière bataille de Huger pendant la guerre.

Le jour suivant, 1er juillet 1862, va devenir le dernier combat de Huger avec l'armée de Virginie du Nord ainsi que son dernier commandement sur le terrain de la guerre de Sécession. Sa division se dirige vers les forces de l'Union sur Malvern Hill sans un objectif défini, ainsi qu'on lui a dit de Lee « le placerait là où il serait le plus utile » contre la position. Parce que Magruder a dirigé par erreur ses forces loin de la bataille, Huger prend sa place sur la droite confédérée, juste au nord de la « Crew House », avec la division du major général D.H. Hill sur sa gauche. Pour donner à son infanterie une chance de charger et de briser la ligne de l'Union, Lee ordonne un barrage concentré d'artillerie à Malvern Hill. L'une des brigades de Huger commandée par le brigadier général Lewis Armistead, doit déterminer quand ce barrage aura l'effet désiré et commence l'assaut. Avant que la canonnade ne commence, l'artillerie de l'Union tire en premier et met hors d'été de nuire la plupart des canons confédérés. Peu après 14 heures 30, Armistead avance de toute façon, et bien que ses hommes progressent, il échoue à pénétrer la solide position défensive. Les autres unités confédérées progressent peu et subissent de lourdes pertes, et vers 16 heures, Magruder arrive et met en place un tiers de son commandement en deux brigades derrière Armistead, mais il se retire aussi avec de lourdes pertes. Deux brigades supplémentaires menées par les brigadiers généraux Ambrose R. Wright et Mahone, soit environ 2 500 hommes, suivent Armistead et se dirigent vers Malvern Hill. Subissant le feu de l'infanterie et de l'artillerie de l'Union alors qu'ils avancent, les hommes de Huger ralentissent et s'arrêtent, se protégeant sur une falaise. Ils ont combattu sur 69 mètres (75 yards) la ligne de l'Union mat ne peuvent aller plus loin. La dernière brigade de Huger, commandée par le brigadier général Robert Ransom parvient à s'approcher de 18 mètres (20 yards) à 18 heures mais reculent après avoir subi de lourdes pertes lors de la défaite confédérée.
À la suite de la campagne péninsulaire de 1862, le général Lee commence à réorganiser son armée et à éliminer les commandants de division inefficaces, comprenant Huger. Ses actions, depuis qu'il a rejoint l'armée « laissent à désirer # selon le biographe militaire Ezra J. Warner. Les autres historiens critiquent aussi Huger jusqu'à aujourd'hui : Brendon A. Rehm résume ses performances au combat comme « pas particulièrement couronnées de succès » et John C. Fredriksen affirme que Huger est « léthargique » pendant Seven Pines et qu'il s'est déplacé « lentement » pendant les combats des sept jours. De plus, le congrès confédéré tient Huger responsable de la défaite de Roanoke Island. Sa performance dilatoire apparaît aussi avoir été blâmée en plus de son âge avancé ; à près de 57 ans, il est bien au-dessus de l'âge moyen de la plupart des officiers de terrain. En conséquence, Huger est relevé de son commandement le 12 juillet 1862, avec le major général Theophilus Holmes, un autre général âgé, commandant divisionnaire inefficace et cet automne reçoit l'ordre de servir dans le département du Trans-Mississippi.

### Service au Trans-Mississippi
Après les batailles de sept jours, Huger est affecté en tant qu'inspecteur général adjoint de l'artillerie et de l'ordonnance pour l'armée de Virginie du Nord. Il reste à ce poste jusqu'à ce qu'il soit relevé le 12 juillet 1862 jusqu'à août, où il est envoyé dans le département confédéré du Trans-Mississippi. Considéré comme trop vieux pour le commandement sur le terrain, il restera pour le restant de la guerre dans des tâches administratives. Huger est nommé inspecteur du département pour l'artillerie et l'ordonnance le 26 août 1862, et ensuite promu au commandement de toute d'ordonnance du département en juillet 1863. Il reste à ce poste jusqu'à la fin de la guerre de Sécession en 1865, où il se rend avec le général Edmund Kirby Smith et le reste des forces confédérées du Trans-Mississippi. Huger est libéré sur parole à Shreveport, Louisiane, le 12 juin 1865 et retourne à la vie civile.
Le service dans le Trans-Mississippi de Huger dans des postes d'état-major est apprécié positivement par les historiens. Ezra J. Warner pense que ce type de service militaire est « sa bonne sphère » et résume toute la performance de Huger ainsi : « il s'acquitte de ses services énergiquement et loyalement jusqu'à la fin de la guerre, la plupart du temps pour le service du Trans-Mississippi ». De même, John C. Fredriksen déclare « il agit avec efficacité à ce poste jusqu'en 1863, où il devient chef de l'ordonnance du département du Trans-Mississippi jusqu'à la fin de la guerre ».

## Après la guerre
Après la guerre Huger devient fermier en Caroline du Nord et ensuite dans le comté de Fauquier, Virginie, et finalement retournant en mauvaise santé chez lui à Charleston, Caroline du Sud. Il est aussi membre de l'Aztec Club de 1847, une association sociale créée juste après la guerre américano-mexicaine par des officiers de l'armée. Huger sert à sa vice-présidence de 1852 à 1867. Il meurt à Charleston en décembre 1877 et est enterré dans le cimetière de Green Mount (en) situé à Baltimore, Maryland.